# Association régionale de transport du Vorarlberg
L'Association régionale de transport du Vorarlberg (en allemand Verkehrsverbund Vorarlberg, abrégé VVV) est l'organisation en charge de coordonner les transports publics de l'État du Vorarlberg, en Autriche (à l'exception du Kleinwalsertal, pour des raisons géographiques).
L'Association régionale de transport du Vorarlberg est financée par l'État du Vorarlberg ainsi que les collectivités locales.

## Organisation
Juridiquement, l'Association régionale de transport du Vorarlberg est une GmbH (société à responsabilité limitée) détenue à 100 % par l'État du Vorarlberg depuis 1999. Dans le cadre des exigences de la politique des transports du gouvernement du Vorarlberg, elle coordonne les transports selon quatre principes :
- tarification unique,
- identité visuelle unifiée,
- cadencement,
- financement public.

Son champs de compétences comprend les transports ferroviaires régionaux, les transports interurbains routiers en lien avec les Districts et les Associations de communes et les transports urbains en lien avec les Municipalités.

## Histoire
La VVV a été créée en 1991, avec l'uniformisation tarifaire des transports du Vorarlberg. La même année, le réseau urbain de Dornbirn, localité la plus peuplée, est créé. En 1993 apparaît la marque Landbus, qui sera appliquée à tous les transports interurbains. En 2006, les trains régionaux opérés par la compagnie publique nationale ÖBB et la compagnie privée locale MBS sont regroupés sous l'appellation S-Bahn Vorarlberg.

## Services de transport
Les transports du Vorarlberg sont articulés autour du chemin de fer, des bus et cars interurbains (Landbus) et des bus urbains et locaux (Stadtbus et Ortsbus).

### Transports régionaux
- S-Bahn Vorarlberg
  - S1 Bludenz - Lindau 
  - S2 Feldkirch - Buchs 
  - S3 Bregenz - St. Margrethen 
  - S4 Bludenz - Schruns
  - S5 Feldkirch - Lustenau
  - S7 St. Margrethen  - Lindau
- Regional-Express
  - REX1 Bludenz - Lindau

### Transports interurbains
| Réseau                   | Nombre de lignes                              | Nombre de communes | Mise en service | Voyages par an | Photo |
| ------------------------ | --------------------------------------------- | ------------------ | --------------- | -------------- | ----- |
| Landbus Bregenzerwald    | 17 régulières 2 nocturnes 1 adaptée aux vélos | 24                 | Mai 1993        | 11 millions    |       |
| Landbus Großes Walsertal | 2 régulières 2 estivales                      | 12                 |                 |                |       |
| Landbus Klostertal       | 3                                             | 6                  |                 |                |       |
| Landbus Oberes Rheintal  | 15 régulières 4 nocturnes                     | 15                 | Mars 1993       | 11 millions    |       |
| Landbus Unterland        | 38                                            | 22                 | Septembre 1999  | 15 millions    |       |
| Landbus Walgau           | 11                                            | 18                 |                 |                |       |

### Transports urbains et locaux
| Réseau             | Lignes                                                       | Communes desservies          | Mise en service | Voyages par an | Photo |
| ------------------ | ------------------------------------------------------------ | ---------------------------- | --------------- | -------------- | ----- |
| Stadtbus Bludenz   | 501 502 503 504                                              | Bludenz                      | Mars 1997       | 2,5 millions   |       |
| Stadtbus Bregenz   | 101 102 103 104 105                                          | Bregenz                      | Octobre 1993    | 7 millions     |       |
| Stadtbus Dornbirn  | 201 202 203 204 205 206 207 208 209 210 211 212              | Dornbirn                     | Octobre 1991    | 5,6 millions   |       |
| Stadtbus Feldkirch | 401 402 (lignes circulaires) 403 404 405 406 407 408 409 414 | Feldkirch                    | Mars 1993       | 7 millions     |       |
| Ortsbus am Kumma   | 301 302 303 304 305 306 307                                  | Götzis Altach Mäder Koblach  | Décembre 2008   |                |       |
| Ortsbus Lech       | 701 702 704 711 703 708 (en hiver) 709 (en été)              | Lech Zug Oberlech Stubenbach | Juin 1997       | 1,2 million    |       |

### Interpénétrations
Du fait de sa situation géographique, le Vorarlberg a des accords d'intégration avec les acteurs de mobilités voisins.
- Canton de Saint-Gall
  - Deux lignes du réseau Rheintal Bus sont intégrées au VVV sur le territoire autrichien.
- Principauté de Liechtenstein
  - Quatre lignes du réseau LIEmobil sont intégrées au VVV sur le territoire autrichien.
  - Une ligne Landbus est intégrée au réseau LIEmobil en territoire liechtensteinois.
- État du Tyrol
  - Une ligne Landbus est intégrée au réseau Regiobus sur sa partie tyrolienne.